# 諸島
諸島（しょとう、英: Archipelago、英: Island group）とは、複数の島がまとまって存在するものをいう。島が塊状に集まったものを群島（ぐんとう）、島が列状に並んだものを列島（れっとう）ともいうが、はっきりした定義はない。地名としての使い分けは歴史的あるいは慣習的なものによるところが大きい 。

## 主な諸島の一覧

### ヨーロッパ
- Category:イタリアの諸島
- Category:ノルウェーの諸島
- Category:ロシアの諸島

### アジア
- Category:インドネシアの諸島
- Category:中国の諸島
- Category:フィリピンの諸島

#### 日本
- 千島列島
  - 歯舞群島
- 日本列島
  - 笠岡諸島
  - 日生諸島
  - 犬島諸島
  - 水島諸島
  - 隠岐諸島
  - 直島諸島
  - 塩飽諸島
  - 魚島群島
  - 上島諸島
  - 関前諸島
  - 忽那諸島
  - 玄海諸島
  - 五島列島
    - 男女群島

  - 天草諸島
  - 豊後諸島
  - 甑島列島
  - 宇治群島
  - 草垣群島
- 伊豆諸島
- 小笠原諸島
  - 聟島列島
  - 父島列島
  - 母島列島
  - 火山列島
- 南西諸島
  - 薩南諸島
    - 大隅諸島
    - トカラ列島
    - 奄美群島

  - 琉球諸島
    - 沖縄諸島
      - 伊平屋伊是名諸島
      - 慶良間諸島

    - 先島諸島
      - 宮古列島
      - 八重山列島
      - 尖閣諸島

  - 大東諸島

### アフリカ
- ザンジバル諸島

### 北アメリカ
- Category:アメリカ合衆国の諸島
- Category:カナダの諸島

### 南アメリカ
- Category:チリの諸島
- ガラパゴス諸島
- フォークランド諸島